# Verwaltungsgemeinschaft Fuhneaue
In der Verwaltungsgemeinschaft Fuhneaue waren im sachsen-anhaltischen Landkreis Köthen die Gemeinden Edderitz, Maasdorf, Gröbzig, Piethen und Wieskau zusammengeschlossen. Am 1. Januar 2005 wurde sie mit der Verwaltungsgemeinschaft Anhalt-Süd und der Verwaltungsgemeinschaft Oberes Ziethetal (ohne die Gemeinde Libbesdorf) zur neuen Verwaltungsgemeinschaft Südliches Anhalt zusammengeschlossen.